# Eibacher Forst
Eibacher Forst ist der Name der Gemarkung 3412 im Süden Nürnbergs. Er gehört zum Statistischen Stadtteil 4 “Südliche Außenstadt”.

## Geographie

### Lage
Die Gemarkung grenzt im Westen an den Hafen Nürnberg, im Norden an die Nürnberger Bezirke 45 Gartenstadt und 44 Trierer Straße, im Osten an den Lorenzer Reichswald und den Forst Kleinschwarzenlohe und im Süden an die Orte des Bezirks 49 Kornburg, Worzeldorf.
Im Nordosten liegt die Einöde Steinbrüchlein. Die höchste Erhebung ist der Föhrenbuck im Westen mit 369 m ü. NHN, der im Naturschutzgebiet Sandgruben am Föhrenbuck liegt. Ein Großteil des Gebiets ist als Landschaftsschutzgebiet Königshof (LSG-00536.01) ausgewiesen.
Durch das Gebiet verläuft die Autobahn A73 und der Ludwig-Donau-Main-Kanal. Die Landgräben Brünnelgraben, Ottergraben und Entengraben verlaufen von Ost nach West.

### Statistische Distrikte
Im Süden der Gemarkung liegen die Distrikte 490 Eibacher Forst (Steinbrüchlein), 491 Eibacher Forst (Königshof), die auch einen Großteil der Fläche einnehmen. Im Norden gehören noch Teile der Distrikte 440, 442 und 454 zum Gebiet.